# John Newlands
John Alexander Reina Newlands (Londen, 26 november 1838 – ?, 29 juli 1898) was een Brits scheikundige die in 1863 het eerste periodiek systeem opstelde. In 1865 stelde hij dat de elementen in "octaven" kunnen worden gerangschikt, omdat hij na het rangschikken van de elementen naar oplopend atoomgewicht ontdekte dat bepaalde eigenschappen zich elk achtste element herhaalden.
Newlands observatie van een zich herhalend patroon werd belachelijk gemaakt. Zijn classificatie van de elementen werd beschouwd als willekeurig en zijn geschrift over dit fenomeen kreeg hij niet gepubliceerd. Maar vijf jaar later publiceerde de Russische scheikundige Dmitri Mendelejev een meer uitgewerkte vorm van het periodiek systeem, dat eveneens was gebaseerd op atoommassa. Dit vormt de basis van het huidige systeem (waarbij de elementen zijn gerangschikt op atoomnummer).
Achteraf blijkt dat Newlands 'wet van Octaven' faalt bij het element calcium. Daardoor kon zijn methode niet echt gebruikt worden.

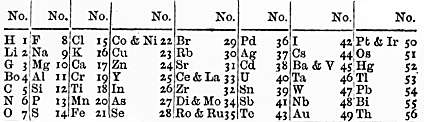
Periodiek systeem van Newlands